# Província de Jalal-Abad
La província de Jalal-Abad (en kirguís: Жалал-Абад областы; en rus: Джалал-Абадская область) és una província (óblast) del Kirguizstan. La capital és Jalal-Abad.
L'àrea té diversos llacs de muntanya, boscs de nogueres i fonts d'aigua mineral. Té també el bosc de nogueres més gran del món, l'anomenat Arslanbob, que cobreix una gran part de la regió. Una part integral del sistema d'energia del país és la central hidroelèctrica de Toktogul, que proveeix electricitat i aigua tant al Kirguizstan com als països veïns.
La població de la regió hi conrea blat, fruites, vegetals, blat de moro, nous i tabac, a més de criar-hi cucs de seda. La província també té algunes fàbriques tèxtils i estacions hidroelèctriques. Els minerals que s'hi poden trobar són el gas natural, el carbó, els metalls i el petroli.